# Scrancia tuleara
Scrancia tuleara är en fjärilsart som beskrevs av Sergius G. Kiriakoff 1963. Scrancia tuleara ingår i släktet Scrancia och familjen tandspinnare. Inga underarter finns listade.